# Procuraduría General de la Nación (Panamá)
La Procuraduría General de la Nación de Panamá tiene la prerrogativa acusatoria ante los Tribunales Penales y Civiles mediante el ejercicio de la acción penal y la investigación preparatoria en los delitos de acción pública, labor que cumple conjuntamente con la Dirección de Investigación Judicial y el Instituto de Medicina Legal y Ciencias Forenses de Panamá. Se encarga de hacer seguimiento a los funcionarios públicos.
No obstante, cuando la ley lo faculte, previa autorización del superior, el representante del Ministerio Público podrá solicitar que se prescinda total o parcialmente de la persecución penal, que se limite a alguna o varias infracciones o a alguna de las personas que participaron en el hecho.
Su actual Procurador General es Luis Carlos Manuel Gómez Rudy, quien fue nombrado en el año 2025, por el Presidente de la República de Panamá, Raúl Mulino

## Características
La Procuraduría General de la Nación es una institución estatal creada por la Constitución Política. Es responsable de investigar y reprimir los delitos. Asimismo, es una entidad autónoma, pues no pertenece a ninguno de los tres órganos del Estado (Ejecutivo, Legislativo y Judicial) y participa dentro del proceso administrativo de justicia, en razón de la facultad constitucional y legal para ejercer la acción del estado panameño.